# Hegyhátszentjakab
Hegyhátszentjakab é um município da Hungria, situado no condado de Vas. Tem 9,47 km² de área e sua população em 2015 foi estimada em 265 habitantes.